# Palhinha
Jorge Ferreira da Silva, detto Palhinha (San Paolo, 14 dicembre 1967), è un dirigente sportivo, allenatore di calcio ed ex calciatore brasiliano, di ruolo centrocampista.

## Carriera

### Club
Stella del San Paolo nei primi anni novanta, ha segnato uno dei gol della vittoriosa Coppa Intercontinentale 1993 contro il Milan. La sua carriera si è svolta prevalentemente in Brasile. Nel 1997 ha tentato la carriera europea, con gli spagnoli del Maiorca, ma dopo sole 9 presenze è tornato in patria, non riuscendo a trovare spazio nel calcio europeo. Ha militato anche in squadre peruviane quali l'Alianza Lima e lo Sporting Cristal, e a fine carriera ha anche tentato la fortuna negli Emirati Arabi Uniti, con i Khaimah Sports, scelta tipica dei giocatori alla fine del percorso calcistico. Si è ritirato nel 2006 nella piccolissima società del Guarulhos.

### Nazionale
A livello di nazionale il punto più alto di Palhinha è stata la Copa América 1993, dove ha segnato 3 gol, uno contro il Cile e due contro il Paraguay.

## Palmarès

### Giocatore

#### Club

##### Competizioni statali
- Campionato paulista: 1

San Paolo: 1992
- Campionato Mineiro: 2

Cruzeiro: 1996, 1997
- Campionato Gaúcho: 1

Grêmio: 1999

##### Competizioni nazionali
- Coppa del Brasile: 1

Cruzeiro: 1996
- Campionato peruviano: 1

Alianza Lima: 2001

##### Competizioni internazionali
- Coppa Libertadores: 3

San Paolo: 1992, 1993
Cruzeiro: 1997
- Coppa Intercontinentale: 2

San Paolo: 1992, 1993
- Recopa Sudamericana: 3

San Paolo: 1992, 1993, 1994
- Supercoppa Sudamericana: 1

San Paolo: 1993
- Coppa CONMEBOL: 1

San Paolo: 1994

#### Individuali
- Capocannoniere della Coppa Libertadores: 1

1992 (7 gol)
- Capocannoniere del Campionato Paulista: 1

1992
- Equipo Ideal de América: 1

1996